# 香港2013年8月
- 8月3日：青衣發生海難，3人喪生。[1]
- 8月4日：約3,000人集結旺角西洋菜街，當中包括人民力量、熱血公民、調理農務蘭花系等多個團體聲援林慧思。千人齊聲「What the Fxxx」聲討「批林論壇」支持林老師。[2]
- 8月14日：颱風尤特襲港，做成公共交通大受影響。